# Saint-Germain-de-la-Coudre
Saint-Germain-de-la-Coudre is een gemeente in het Franse departement Orne (regio Normandië). De plaats maakt deel uit van het arrondissement Mortagne-au-Perche. Saint-Germain-de-la-Coudre telde op 1 januari 2022 828 inwoners.

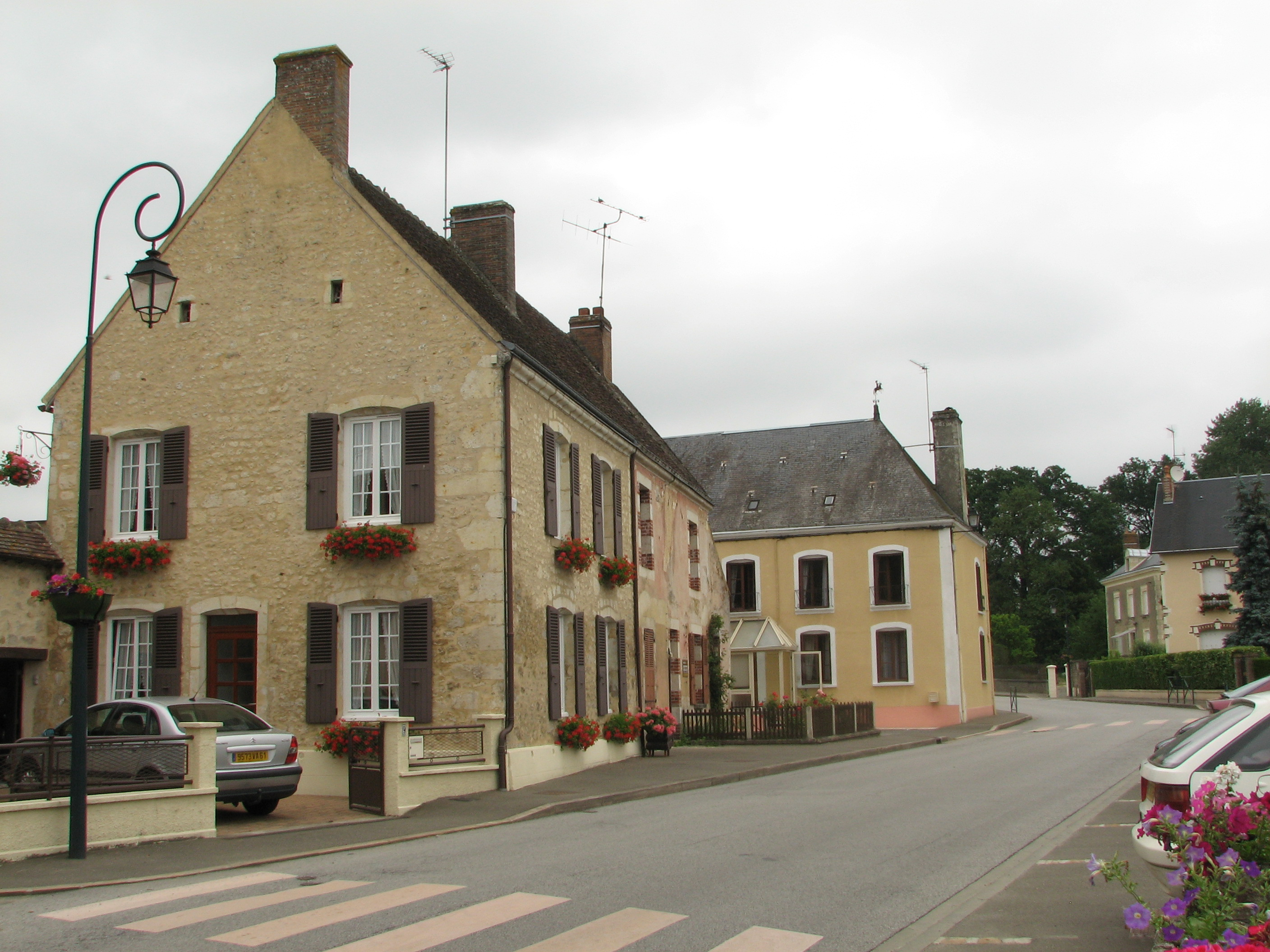
Centrum van Saint-Germain-de-la-Coudre
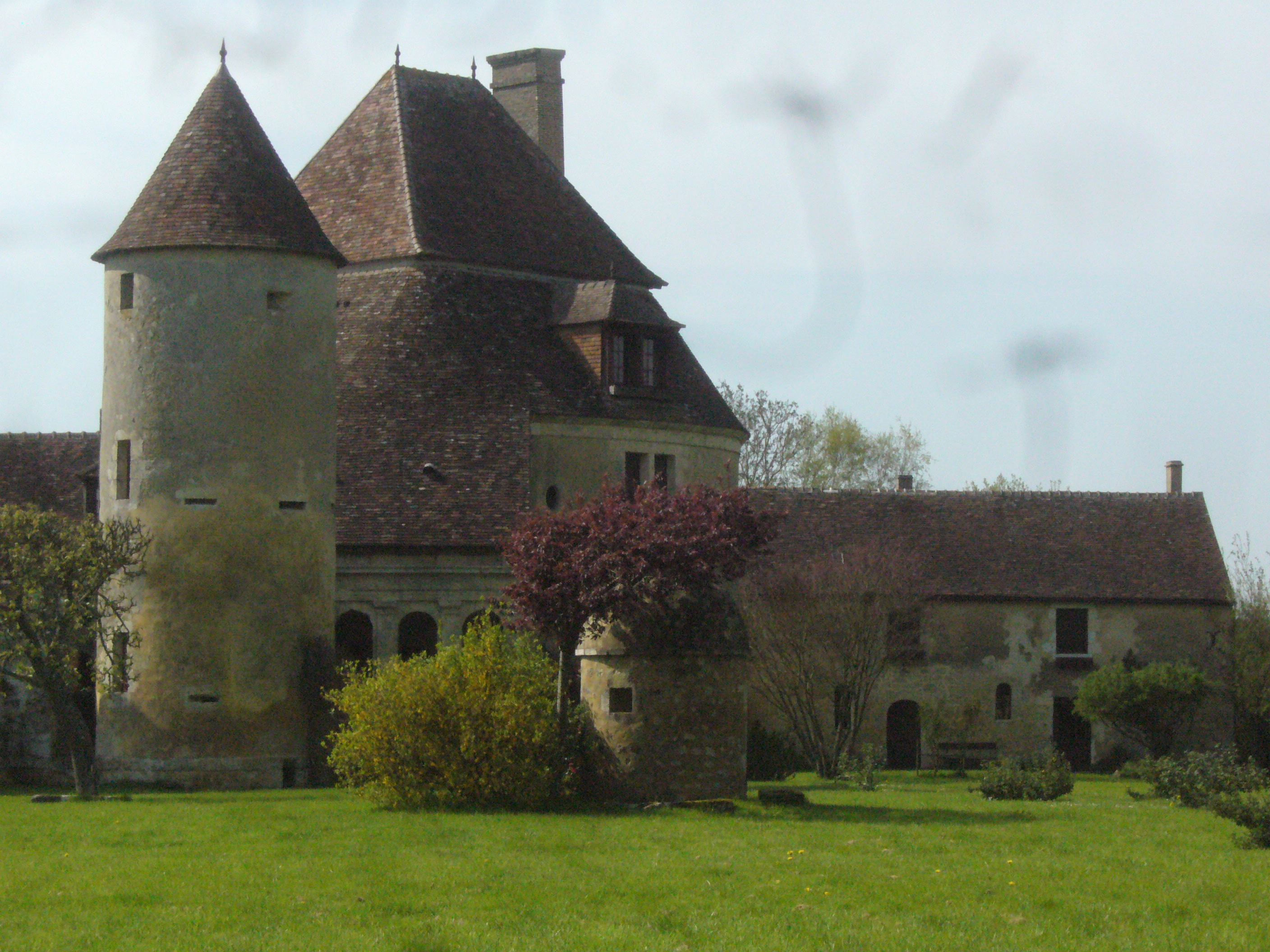
Manoir de la Fresnaye

## Geografie
De oppervlakte van Saint-Germain-de-la-Coudre bedroeg op 1 januari 2022 26,21 vierkante kilometer; de bevolkingsdichtheid was toen 31,6 inwoners per km².

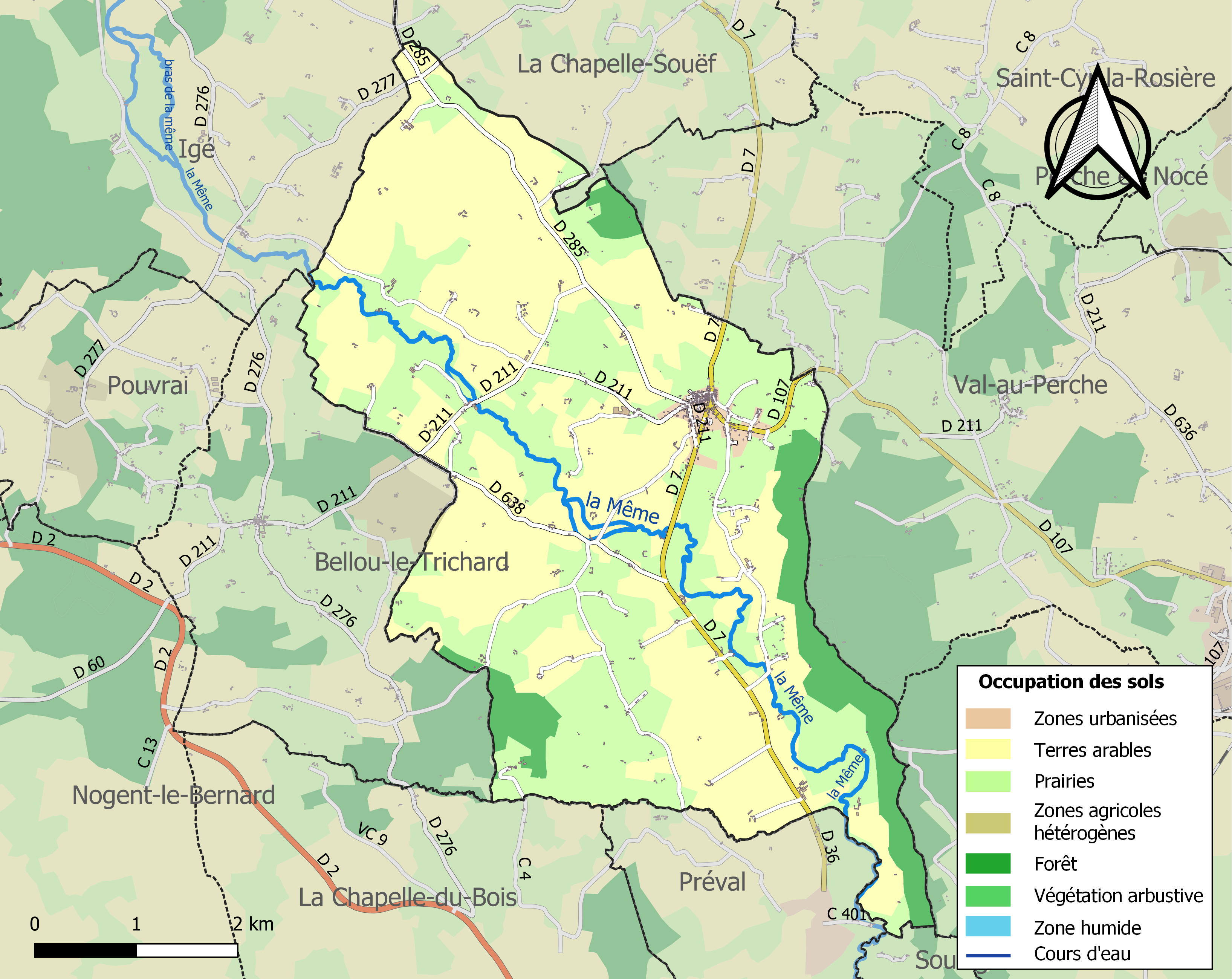
Kaart van de gemeente met belangrijkste infrastructuur, bodemgebruik en omliggende gemeenten

## Demografie
Onderstaande figuur toont het verloop van het inwonertal (bron: INSEE-tellingen).